# (5277) Brisbane
(5277) Brisbane est un astéroïde de la ceinture principale.

## Description
(5277) Brisbane est un astéroïde de la ceinture principale. Il fut découvert le 22 février 1988 à Siding Spring par Robert H. McNaught. Il présente une orbite caractérisée par un demi-grand axe de 2,30 UA, une excentricité de 0,14 et une inclinaison de 8,6° par rapport à l'écliptique.

## Nom
Cet astéroïde a été nommé en l'honneur de Brisbane, capitale du Queensland en Australie. Cette ville doit son nom à sir Thomas Makdougall Brisbane, astronome écossais et Gouverneur de Nouvelle-Galles du Sud. Thomas Brisbane a établi le premier observatoire permanent de l'Australie en 1822 à Parramatta. Robert H. McNaught, découvreur de l'astéroïde est né à 20 km du comté d'Ayrshire, en Écosse, qui est le lieu de naissance de Thomas Brisbane.

## Compléments